# بحيرة مونو
بحيرة مونو (بالإنجليزية: Mono Lake)‏ وتقع في مقاطعة مونو، كاليفورنيا، و هي بحيرة مالحة قديمة و لا توجد أسماك فيها .

## المناخ
يظهر الجدول التالي التغييرات المناخية على مدار السنة لبحيرة مونو:
{{بيانات منطقة مناخية